# Alone Together
«Alone Together» —en español «Juntos solos» es una canción de la banda estadounidense de rock Fall Out Boy de su quinto álbum de estudio, Save Rock and Roll. Debutó en la lista Pop Songs de Billboard a mediados de octubre y entró en el Billboard Hot 100 la semana que finaliza el 14 de diciembre de 2013, después de pasar un par de semanas en el Bubbling Under Hot 100. El 10 de abril de 2014, «Alone Together» fue certificado con un disco de oro por la RIAA tras vender 500 000 copias.

## Actuaciones en directo
La banda ha tocado el sencillo en The Today Show el 19 de julio de 2013  y fue utilizado como primer verso como una pista sobre "My Songs Know..." durante American´s Got Talent como estrella invitada.  El 10 de octubre de 2013, Fall Out Boy interpretó "Alone Together" en el talk show americano The Ellen DeGeneres Show. También tocaron la canción durante la quinta temporada final de la competencia de canto The X Factor en 28 de octubre de 2013 después de su tour "Save Rock And Roll Australian Tour". Tras la presentación en The X Factor, debutó en la posición 40 en los ARIA Singles Chart—La banda entró en el lugar 11—mientras Save Rock And Roll re-entró al puesto 25 a la tabla de posiciones de los álbumes. El 19 de noviembre, Fall Out Boy fue televisado en Jimmy Kimmel Live! por segunda vez este año y tocó "Alone Together" y “My Songs Know What You Did On the Dark” (este último, por segunda vez en el show).   Durante el 2013 en el desfile  Macy's Thanksgiving Day Parade la banda interpretó "Alone Together" en el flotador de las Tortugas Ninjas , con el baile de las tortugas a lo largo y gesticulando cuando la multitud fue a “say Yeah” como se indica en la canción.

## Posicionamiento en listas
| País           | Listas                   | Mejor posición |
| 2013-14        | 2013-14                  | 2013-14        |
| -------------- | ------------------------ | -------------- |
| Australia      | Australian Singles Chart | 40             |
| Estados Unidos | Billboard Hot 100        | 71             |
| Estados Unidos | Hot Dance Club Songs     | 22             |
| Estados Unidos | Pop Songs                | 21             |
| Estados Unidos | Rock Songs               | 11             |
| Reino Unido    | UK Rock Chart            | 1              |
| Reino Unido    | UK Singles Chart         | 90             |

## Historia de lanzamiento
| Región         | Fecha                | Formato                | Discografía    |
| -------------- | -------------------- | ---------------------- | -------------- |
| Estados Unidos | 6 de agosto de 2013  | Contemporary hit radio | Island Records |
| Reino Unido    | 19 de agosto de 2013 | Contemporary hit radio | Island Records |